# 先進精確殺傷武器系統
AGR-20先進精確殺傷武器系統（英語：Advanced Precision Kill Weapon System，縮寫：APKWS；又稱：地獄火二世、迷你地獄火）是一款由英国宇航系统先後為美国陆军和海軍開發的雷射制導配件，裝在由武装直升机與攻击机所發射的九頭蛇70航空火箭彈以上，將本來無控的傳統航空火箭彈轉變為可控，並且能夠在惡劣氣象條件下使用的精確制導彈藥（PGM）。APKWS大約是當前庫存中的激光制導武器的成本和重量兩方面而言的三分之一，爆炸當量較低而更適合避免附帶損害，軍械人員需要四分之一的時間裝上和拆卸。截至2015年10月，英国宇航系統已經生產了5,000套APKWS套件。

## 開發
先進精確殺傷武器系統盡可能地利用現有的九頭蛇70航空火箭彈的組件，比如發射器、火箭发动机、彈頭和引信。該武器填補了火蛇70和AGM-114「地獄火」反坦克导弹系統之間的空白，並且提供了一種有成本效益的打擊輕裝甲點目標的方法。APKWS是美國聯邦政府唯一有記錄的半主動雷射制導型2.75英寸（70毫米）火箭彈的計劃。它藉由裝上由英国宇航系统所開發的中間制導套件，將火蛇70無制導火箭彈轉變為精確制導彈藥。APKWS也已經成功通過裝在澤布呂赫鍛製（FZ）的非制導火箭彈以上，將其轉化為精確制導彈藥的實彈演習測試，並且證明該技術亦可用於火蛇70以外的其他火箭彈型號以上。

## 設計
先進精確殺傷武器系統II期合同的中標者是英国宇航系统公司、诺斯洛普·格鲁门公司和通用动力公司的團隊，擊敗了洛克希德·马丁公司和雷神系統公司的產品（直接攻擊制導火箭彈）。
APKWS II採用了分散式光圈半主動雷射導引頭（英語：Laser guidance，縮寫：DASALS）技術。該系統可讓位於雷射導引頭上前端的每枚前向控制鴨翼協助定位，並使它們就像是單個導引頭的一部份般一致地運作。這種配置可以使用火蛇70系統以上的現有彈頭，而無需在導彈彈鼻部裝上雷射導引頭。
APKWS II系統由發射平台、裝上了WGU-59/B中體式引導零件的火箭彈、經加長的7管式LAU-68 F/A火箭發射器、SCS 7瞄準提示器（攻擊直升機無需配備），以及分別用於火箭和制導套件的PA-140快速工具包和CNU-711/E存儲套件，以確保它們在現場安全。WGU-59/B中體式引導零件配備了分散式光圈半主動雷射導引頭光學系統，在發射後0.5秒內啓動，並且安裝在Mk 66 Mod 4火箭發動機和彈頭連引信之間，這樣以下的其長度比傳統的火蛇70系統增加了469.9毫米（18.5英寸），重量亦增加了4.08千克（9磅）。射程為1,100—5,000公尺（1,202.97—5,468.07码，3,608.92—16,404.20英尺，0.68—3.11英里），射程數值為前者時可在發出去以後不到5秒就即時擊中目標。其最大射程受限於現有的火蛇70所使用的發動機，但由於導引頭能夠看到遠至14公里（15,310.59碼，45,931.76英尺，8.70英里）的目標，出力更強大的发动机可以在保持精度的同時延長射程；而納莫亦正在研製一種改進型火箭發動機，可將其射程延長至12—15公里（13,123.36—16,404.20碼，39,370.08—49,212.60英尺，7.46—9.32英里）。

## 規格
- APKWS是一款“即插即用”、“瞄準及發射”的武器，並且其發射方式與非制導式2.75英寸火箭彈相似。這武器配件很容易組裝上火箭彈以上，並可以最少的指令、然後就像是一枚非制導火箭彈般擊發。

## 計劃狀態
- 2002年：APKWS研發測試系列開始。[14]
- 2005年4月：由於測試結果不佳，通用动力從APKWS計劃中被取消資格。[15]
- 2005年9月：英国宇航系统APKWS II的試射成功。[16]
- 2005年10月：競標重新開放為APKWS II（先進精確殺傷武器系統II期）。[15]
- 2006年4月：英国宇航系统獲選為APKWS II計劃的主承包商。[17]
- 2007年2月：計劃一度被美国陆军取消，原為計劃提供的資金在2008年財政年度預算中被撤回。[18][19]
- 2007年5月：在生產就緒狀態當中的英国宇航系统APKWS II的試射成功。[20]
- 2008年11月：計劃獲美國海軍重新啟動，並將合同從美國陸軍轉移到美國海軍以下。[21]

### 部署
- 2012年3月：APKWS II已達到初始作戰能力（IOC），並與美国海军陆战队一起被派駐阿富汗。並計劃將其整合到諾斯洛普·格魯門MQ-8「火力偵察兵」的系統以上。[22]
- 2012年7月：英国宇航系统從美國海軍獲得APKWS的全速率生產（Full-Rate Production，FRP）合同。第一批全速率生產產品於2012年10月交貨，公司預計下一個全速率生產產品選項將於2012年底交付。[23]
- 2012年9月：美國海軍授予一份合同，將APKWS正式整合到MQ-8「火力偵察兵」的系統當中。[24]
- 2012年10月：英国宇航系统宣布打算修改APKWS II，使得它可從固定翼戰術戰鬥機平台上發射。[25]
- 2013年1月：獲訂購額外的轉換套件。到當前為止，在阿富汗的100次戰鬥發射中從不擊發失敗。[26]
- 2013年2月：APKWS從费柴尔德A-10「雷霆二式」以上發射。期間進行了三次試射。第一次試飛時搭載著裝填火箭彈的發射器，第二次試飛時發射一枚惰性非制導火箭彈，以確保武器能與飛機分離。在第三次試飛期間發射了兩枚實體火箭彈，射程分別是為10,000和15,000英尺。第二枚火箭彈發射時逆風達到70節，並且都在距離目標數英寸的範圍以內。如果進一步的測試成功，空軍正在考慮到2015年在實戰中使用APKWS II。[27]
- 2013年3月：APKWS整合到贝尔407GT（英语：Bell 407）以上。[28]
- 2013年4月：一架UH-1Y「毒液」對靜止中和移動中的小型船隻目標發射了10枚APKWS火箭彈，在水面上對單一與多個目標都達到了100％準確的命中率。使用惰性Mk 152高爆彈頭和Mk 149飛鏢彈頭時，攻擊範圍為2—4公里。UH-1Y打擊的船隻是由西科斯基MH-60S「騎士鷹」所指定。[29]
- 2013年10月：波音AH-64「阿帕契」成功發射APKWS。直升機以高達150節（172.62英里／小時，277.8公里／小時）的速度飛行期間發射了8枚火箭彈，從目標的最遠距離為5公里（5,468.07码，16,404.20英尺，3.113.1英里）。發射高度從300英尺到1,500英尺不等。BAE希望在「阿帕契」上進行的適航資格可用以向AH-64使用國作國際銷售。[30]
- 2014年3月：HSC-15直升機航空團配備LAU-61G/A數碼化火箭發射器（Digital Rocket Launcher，DRL）。[31]
- 2014年7月：英国宇航系统透露，一支使用APKWS的MH-60S「騎士鷹」直升機中隊已經達到了早期作戰能力（EOC）。而MH-60R「海鷹」將會在「12至18個月以內」配備。[32]
- 2014年8月：在伍麦拉试验场以內，APKWS搭載於澳大利亞陸軍歐洲直升機公司虎式攻击直升机以上進行測試。其中一架直升機在地面上發射了7枚火箭彈，並且成功擊中了目標。該火箭彈可能在2015年初投入澳大利亚国防军服役，用於陸軍虎式直升機與海軍MH-60R「海鷹」直升機。[33][9]
- 2014年11月：APKWS受澳大利亞陸軍第16航空旅（英语：16th Aviation Brigade (Australia)）歐直虎式直升機部隊進行測試，是次是在澳大利亚達爾文附近空降。測試包括以APKWS套件將澤布呂赫鍛製非制導火箭彈轉換為激光精確制導武器。全部10枚火箭彈都在距離激光點1公尺之內命中目標。[9]
- 2015年10月：美國陸軍AH-64「阿帕契」直升機在伊拉克和阿富汗投入該武器。[34]
- 2016年3月：第一款從固定翼飛機上發射的火箭彈衍生型交付給海軍陸戰隊AV-8「獵鷹II式」。[35]
- 2016年6月：美国空军F-16「戰隼」和A-10「雷霆二式」以上可配備APKWS，用作緊急作戰要求的一部分。[36][37]
- 2016年10月：生產率增加至每年5,000套。[38]
- 2016年6月至2017年1月：200套APKWS用於打擊伊斯兰国目標，包括用於摩蘇爾戰役期間的60套。[39]
- 2018年2月：美國海軍陸戰隊傳統的F/A-18「大黃蜂」戰機隊以上首度作戰配備APKWS。[40]
- 2025年1月:美軍確認從2024年開始F-16C在繁荣卫士行动中配備APKWS II執行反無人機任務。[41]

## 未來和潛在用戶
2014年4月14日，美國海軍與約旦皇家空軍簽署協議，首次在國際上軍售APKWS，並且用於後者的AC-235（CN-235的砲艦機型）。2015年11月底，約旦接收到110套組件。
2014年11月，國務院批准向伊拉克出售多達2,000枚APKWS火箭彈。
2015年6月，一項向黎巴嫩空軍出售6架A-29「超級巨嘴鳥」輕型攻擊機的協議獲得批准，其中包括出售2,000枚用於渦輪螺旋槳飛機的APKWS火箭彈。這筆總值達到4.62億美元的軍售由沙特阿拉伯提供資助。
2018年4月，美國國務院批准未來向墨西哥海軍出售APKWS套件，同時批准出售8架MH-60R「海鷹」直升機。

## 發射平台載具
- 目前的旋翼機：[22][28]
  - UH-1Y「毒液」
  - AH-1「超級眼鏡蛇」
  - AH-1Z「蝰蛇」
  - 貝爾407GT（英语：Bell 407）
  - AH-64「阿帕契」[48]
  - 歐直虎式[9]
  - MH-60S「騎士鷹」／MH-60R「海鷹」[49]
- 目前的固定翼飛機：
  - AV-8B「獵鷹II式」
  - OV-10「野馬」
  - F-16「戰隼」
  - A-10「雷霆二式」[36]
- 計劃中的旋翼機：[28]
  - MQ-8「火力偵察兵」
  - OH-58「奇奧瓦」（公司資助）
  - V-22「魚鷹」[50]
  - AH-6「小鳥」（英语：Boeing AH-6）[37]
- 計劃中的固定翼飛機：[28]
  - A-29「超級巨嘴鳥」[51]
  - F/A-18「大黃蜂」[52]
  - F/A-18E/F「超級大黃蜂」
  - AC-235[42]